# Alessandro Liberati
Alessandro Liberati (Genova, 27 aprile 1954 – Bologna, 1º gennaio 2012) è stato un medico italiano.

## Biografia
Laureato in Medicina e Chirurgia nel 1978 e specializzato in Medicina preventiva (1982), è stato Research Fellow presso la Harvard School of Public Health nel 1985-1986.
La sua precoce permanenza in un contesto come quello della Medicina "bostoniana" degli anni ottanta gli ha permesso di far propria una visione "Public health-oriented" del tutto originale per la sanità italiana di quegli anni. Era, infatti, la stagione in cui la cosiddetta "medicina accademica" iniziava ad accostarsi criticamente ai risultati della ricerca clinica da se stessa condotta, soprattutto attraverso l'esercizio di uno stringente "critical appraisal" della letteratura scientifica.
Sulla rivista ufficiale dei medici statunitensi (il JAMA-The Journal of the American Medical Association) veniva proposta prima una serie di contributi finalizzati a mantenersi al passo con le novità della clinica (How to keep up with the medical literature), poi una sequenza di articoli di fondamentale valore metodologico (The Users' Guides to the Medical Literature) che di fatto aprirono la strada ad un movimento culturale che ha segnato la medicina alla fine del secolo scorso: la Evidence-based Medicine o Medicina basata su prove di efficacia. Le Users' Guides furono raccolte in una sorta di manuale edito dalla casa editrice della American Medical Association; in Italia fu realizzata un'edizione, promossa da Alessandro Liberati, che però restò fuori commercio ed ebbe diffusione limitata.
Dal 1994 ha diretto il Centro Cochrane Italiano che ha avuto sede fino al 2012 presso l'Istituto Mario Negri ed è attualmente ospitato all'interno della Facoltà di Medicina e Chirurgia dell'Università degli Studi di Modena e Reggio Emilia .
Dall'aprile 2004 ha organicamente collaborato con l'Agenzia Sanitaria e Sociale Regionale della Regione Emilia-Romagna per la quale ha coordinato le attività di promozione e sviluppo della Ricerca Clinica e dell'Innovazione. Il Progetto PRIER rappresenta un'esperienza originale nel panorama italiano, esempio di governo dell'innovazione nella sanità temperato da una rigorosa valutazione delle tecnologie. In linea con l'indirizzo complessivo della Agenzia, di cui PRIER è parte integrante, questa attività pone la massima attenzione a minimizzare i rischi di potenziale conflitto di interessi tra obiettivi di salute pubblica e obiettivi dei finanziatori del progetto.
Professore Associato in Statistica Medica presso la Facoltà di Medicina e Chirurgia dell'Università di Modena e Reggio Emilia, ha promosso e coordinato diverse edizioni di un Master In Epidemiologia clinica, Valutazione degli interventi sanitari e Organizzazione della ricerca, che ha visto coinvolti docenti di assoluto prestigio internazionale come Lisa Bero o Sir Iain Chalmers.
È stato membro della Commissione Nazionale Ricerca Sanitaria del Ministero della Salute e della Commissione Ricerca & Sviluppo della Agenzia Italiana del Farmaco (AIFA).
È autore di centinaia di pubblicazioni scientifiche. Ha curato i volumi La medicina delle prove di efficacia; Etica, conoscenza e sanità:  evidence-based medicine tra ragione e passione; Linee guida e pratica clinica (con Luciana Ballini). Questi libri sono pubblicati da Il Pensiero Scientifico Editore.Ha fatto parte del board scientifico del British Medical Journal, di Politiche Sanitarie e di Ricerca & Pratica, la rivista dell'Istituto Mario Negri.
Tra i suoi principali campi di interesse si ricordano la metodologia della ricerca clinica e delle revisioni sistematiche di letteratura, i metodi per trasferire nella pratica clinica i risultati della ricerca scientifica e studi riguardanti le linee guida in campo sanitario e l'efficacia della divulgazione scientifica sia nei confronti dei cittadini che dei pazienti. In questo ambito sono ancora attuali la Presentazione (con Stefano Cagliano) del volume Efficienza ed efficacia (II ed) di Archibald Cochrane e il volume I farmaci (con Stefano Cagliano).
È scomparso nel 2012 all'età di 57 anni, dopo una battaglia di tre anni contro il mieloma multiplo.
Ad Alessandro Liberati è dedicata la Biblioteca Medica virtuale del Servizio Sanitario Regionale del Lazio (BAL - Biblioteca Alessandro Liberati).